# جانيت فلانر
جانيت فلانر (بالإنجليزية: Janet Flanner) (بالإنجليزية: Janet Flanner) كاتبة وصحفية أمريكية وُلدت في مدينة إنديانابوليس، إنديانا، التابعة لمقاطعة إنديانا، الولايات المتحدة في 13 مارس 1892 وتُوفيت في نيويورك سيتي، نيويورك، 7 نوفمبر 1978. وقد عملت جانيت كمراسلة في باريس لمجلة النيويوركر في الفترة من 1925 حتى 1975، وكانت تكتب تحت الاسم المستعار جينيت Genêt. وقد قامت بكتابة روايتها الوحيدة المدينة التكعيبية والتي قامت بنشرتها في نيويورك سيتي عام 1926.

## روابط خارجية
- جانيت فلانر على موقع IMDb (الإنجليزية)
- جانيت فلانر على موقع الموسوعة البريطانية (الإنجليزية)
- جانيت فلانر على موقع إن إن دي بي (الإنجليزية)